# Tenjolaya (Cicalengka)
Tenjolaya is een bestuurslaag in het regentschap Bandung van de provincie West-Java, Indonesië. Tenjolaya telt 9760 inwoners (volkstelling 2010).